# Генки, Генрих
Генрих Генки (нем. Heinrich Hencky, 2 ноября 1885, Ансбах, Королевство Бавария — 6 июля 1951) — немецкий инженер, научный работник и преподаватель высшей школы.
Известен в реологии так называемой деформацией Генки (или логарифмической деформацией), в теории пластичности используются уравнение и теорема Генки, связанные с теорией линий скольжения. Дал свою интерпретацию критерия текучести Мизеса и деформационной теории пластического течения. Известен также его вклад в изучение упругой потери устойчивости нагруженных колец.

## Биография

### Ранние годы
Родился 2 ноября 1885 года в городе Ансбах баварской Германии в семье школьного инспектора. В семье воспитывался также младший сын, Карл Георг, и дочь. Семья часто переезжала по месту работы главы семьи, Генрих часто менял школы. Среднее образование он завершил в городе Шпейер на реке Рейн в 1904 году. После ранней смерти Генки-старшего семья переехала в Мюнхен.

### Образование
С 1904 по 1908 год учился в Мюнхенской высшей технической школе, которую окончил с дипломом гражданского инженера. В 1909 году проходил военную службу в Третьем сапёрном батальоне, расквартированном в Мюнхене. С 1912 по 1914 год Генки учился в Техническом университете в Дармштадте и в 1913 году получил там докторскую степень, защитив диссертацию «О напряжённом состоянии плоских прямоугольных пластин под равномерно распределённой и сосредоточенной нагрузкой». В дальнейшем теория упругих пластин стала основной темой исследовательской работы Генки.

### Карьера
1 февраля 1910 года Генки устроился на работу на Эльзасскую железную дорогу. Желая иметь работу, связанную с его научными исследованиями, в январе 1913 года он согласился на предложение перейти в железнодорожную компанию в Харькове. Однако начавшаяся Первая мировая война нарушила его долговременные планы, он был интернирован в России как подданный противника и отправлен в глубь страны на Урал. Там в 1918 году Генки женился на россиянке Александре Юдитской (род. 1905). После прекращения военных действий молодой семье удалось вернуться в Мюнхен.
Из Мюнхена Генки получил назначение в морскую часть, находившуюся в Варнемюнде, где недолго участвовал в испытаниях материалов для гидросамолётов, поскольку был демобилизован. В мае 1919 года он уже занимал должность приват-доцента и преподавал статику и строительную механику в Дармштадской высшей технической школе, откуда, рассчитывая получить бо́льшие возможности для занятий динамическими проблемами технической механики, он перешёл в Дрезденскую высшую техническую школу. Реализация его научных планов действительно удалась, чего нельзя сказать о его преподавании. Треффтц связывал неуспехи Генки в педагогике с его неопытностью и природной стеснительностью (при этом задаваясь вопросом: «Но кто из нас прирождённый учитель?»).
26 января 1922 году Генки был назначен лектором по прикладной механике в Технический университет Делфта, и, вероятно, рассчитывал стать там профессором. Факультетом, где начал преподавать Генки, руководил Корнелис Бизено, профессорскую должность занимал Иоханнес Бюргерс. Вероятно, под их влиянием Генки перешёл к исследованию задач пластичности. В 1923 году он опубликовал свою самую известную работу «О некоторых статически определённых случаях равновесия пластических тел» (нем. Über einige statisch bestimmte Fälle des Gleichgewichts in plastischen Körpern), на неё ссылаются до сих пор.
В 1924 году в Делфте прошёл I Международный конгресс по прикладной механике. Генки выступил на конгрессе с докладом о сформулированной им деформационной теории пластичности. Положения его доклада вызвали дискуссию, высказывались и скептические утверждения, в дискуссии участвовали Людвиг Прандтль, его ученик Теодор фон Карман и другие.
Через два года, на II Международном конгрессе по прикладной механике в Цюрихе Генки доложил тензорный подход к исследованию многовековой проблемы об определении формы упругих стержней.
Научная работа Генки в Делфте была довольно успешной, однако он не получил там профессорской должности, вдобавок отношения с Бизено у него были натянутыми, и он принимает решение на год переехать из Делфта на работу в США. В июне 1929 года переезд, вместе с семьёй, в США состоялся, а Бизено высказал надежду, что его прежний сотрудник там и задержится. В июне 1930 года вновь прибывший в Америку учёный занял должность адъюнкт-профессора в Массачусетском технологическом институте (МИТ), но формально оставил службу в Делфте только 1 июля 1931 года. Положение учёного-теоретика в решающем в основном практические проблемы институте было трудным и после безвременной в октябре 1931 года кончины поддерживающего его президента МИТ Стрэттона в 1932 году Генки был уволен по сокращению штатов. Он перешёл на работу инженера-консультанта в Лисбоне (Нью-Хемпшир), стал много разъезжать по стране, при поддержке Юджина Бингама нашёл кратковременную работу в Лафаетском колледже.
Отсутствие постоянной работы склонило Генки принять полученное в 1935 году приглашение на работу в СССР от знакомого ему ещё с 1924 года по Делфту академика АН СССР Бориса Галёркина.
В 1936 году Генки приехал в СССР. Он занял должность профессора технической механики в Харьковском химико-технологическом институте, одновременно сотрудничал в нескольких НИИ, преподавал и руководил научной работой в Инженерно-строительном институте. Вместе с А. А. Ильюшиным был консультантом при исследованиях резинотехнических материалов, развёрнутых в НИИ механики Московского университета. Однако в бытовом плане жизнь казалось Генки невыносимой, а 1938 году ему было предложено в 24 часа покинуть СССР.

### В нацистской Германии и последние годы жизни
При поддержке брата Карла, занимавшего высокую должность в фирме IG Farben, Генки смог найти работу и поддержку своих исследований на заводе MAN недалеко от Майнца. Он критически относился к нацистскому режиму, был далёк от политики. В свою очередь партийные власти Германии относились к Генки, жившему и работавшему в США и СССР, как политически неблагонадёжному, его пытались ограничивать в работе, вероятно он не был репрессирован, потому что руководству MAN удалось обосновать его профессиональную ценность. В 1941 году он получил повышение и стал главным инженером. В штате предприятия ему удавалось оставаться до самого конца 1950 года, потом он перешёл на должность консультанта и проработал в MAN до конца своей жизни. 6 июля 1951 года Генки погиб во время восхождения на гору.

## Научные интересы
Генки считается пионером механики сплошных сред и реологии, внесшим фундаментальный вклад в теорию упругости и теорию пластичности.
В своей докторской диссертации численным методом рассчитал напряжения в плоских пластинах, обращался к рассмотрению задач тонких прямоугольных пластин и в дальнейшем. Опубликовал свои результаты по определению реальных оценок критической нагрузки у кольца, нагруженного направленными к центру силами в его плоскости, и показал, что необходимо учитывать пространственное выпучивание. Дал ставший одним из первых пример численного расчёта линии тока при вязком обтекании тел.
Переехав в Делфт, Генки занялся выяснением особенностей течения материалов при общем напряжённом состоянии. Он исследовал статически определимые случаи для жесткопластического тела в плоских условиях с использованием критерия текучести Треска. Доказанные им теоремы получили имя Генки. Им было показано, как удовлетворять уравнениям равновесия и критерию текучести. Генки предложил свой энергетический критерий текучести (Генки-Мизеса). Разработанная им деформационная теория получила успешное применение хотя и не совсем точно отражала физическую суть пластичности.
В 1925 году Генки предложил общую тензорную формулировку своей деформационной теории пластичности и сопутствующую систему координат, меняющуюся вместе с материалом. Рассмотрел также проблемы прокатки, прессования и волочения. Поставил вопрос связи теорий пластичности и течения вязкой жидкости.
В 1928 году он включился в работу в новой области — конечных упругих деформаций, а в следующем году ввёл логарифмическую деформацию (натуральный логарифм от отношения конечной длины к исходной). Он продолжил попытки строить модели пластического деформационного течения и упругих моделей применительно к резиноподобным материалам. Заключительная работа Генки в этот период содержала ряд непросто воспринимаемых соображений о конечных деформациях и включающих их моделей типа Максвелла.
В американский период Генки предложил (1929) термин реология. В 1931 году он анонсировал «теоретически неопровержимый» закон упругости. Затем он опубликовал результаты исследования упрочнения поликристаллических металлов, рассмотрения поведения вулканизированной резины.
В годы работы в MAN научная производительность Генки была невысокой, работа осложнилась разразившейся войной. В 1943 году сгорела большая часть подготовленной им монографии «Новые методы в учении о прочности», уцелевшая часть была опубликована 8 лет спустя.

## Избранная библиография
- Hencky H. Der Spannungszustand in rechteckigen Platten. Mit 12 Abb. im Text und 7 Tafeln. — München und Berlin: Druck und Verlag von R. Oldenbourg, 1913. — 94 с.
- Hencky H. Über den Spannungszustand in kreisrunden Platten mit verschwindender Biegungssteifigkeit // Zeitschrift für Mathematik und Physik. — 1915. — Т. 63. — С. 311–317.
- Hencky H. Über Einige Statisch Bestimmte Fälle Des Gleichgewichts In Plastischen Körpern  // Zeitschrift für Angewandte Mathematik und Mechanik. — 1923. — Т. 3. — С. 241–251.
- Hencky H. Über die Beziehungen der Philosophie des ,,Als Ob” zur mathematischen Naturbeschreibung // Annalen der Philosophie. — 1923. — Т. 3. — С. 236–245.
- Hencky  H. Zur Theorie plastischer Deformation und der dafür im Material hervorgerufenen Nachspannungen // Zeitschrift für Angewandte Mathematik und Mechanik. — 1924. — Т. 4. — С. 323..
- Hencky H. «Über die Form des Elastizitätsgesetzes bei ideal elastischen Stoffen» // Zeitschrift für technische Physik. — 1928. — Т. 9. — С. 215—220.
- Hencky H. Das Superpositionsgesetz eines endlich deformierten relaxationsfähigen elastischen Kontinuums und seine Bedeutung für eine exakte Ableitung der Gleichungen für die zähe Flüssigkeit in der Eulerschen Form // Annalen der Physik. — 1929. — Т. 394(6). — С. 617–630.
- Hencky H. Welche Umstände bedingen die Verfestigung bei der bildsamen Verformung von festen isotropen Körpern? // Zeitschrift für Physik. — 1929. — Т. 55. — С. 145–155.
- Hencky H. The law of elasticity for isotropic and quasi-isotropic substances by finite deformations // J. Rheol.. — 1931. — Т. 2(2). — С. 169–176.
- Hencky H. The elastic behavior of vulcanized rubber // Rubber Chem. Technol.. — 1933. — Т. 6(2). — С. 217–224.